# Dusty in Memphis
Dusty In Memphis é o quinto álbum de estúdio da cantora britânica de pop e soul Dusty Springfield, lançado em 1969. O disco é amplamente considerado pela critica especializada como o seu melhor trabalho, constando frequentemente nas listas de melhores álbuns já lançados. Foi eleito pela revista Rolling Stone o 83º melhor álbum de todos os tempos.  Destaque para a canção "Son of a Preacher Man", #10 lugar nas paradas americanas, e um dos maiores sucessos da cantora. O álbum foi honrado com o Grammy Hall of Fame Awards, em 2001.

## Faixas
Lado A
1. "Just a Little Lovin'" (Barry Mann, Cynthia Weil) – 2:18
2. "So Much Love" (Gerry Goffin, Carole King) – 3:31
3. "Son of a Preacher Man" (John Hurley, Ronnie Wilkins) – 2:29
4. "I Don't Want to Hear It Anymore" (Randy Newman) – 3:11
5. "Don't Forget About Me" (Goffin, King) – 2:52
6. "Breakfast in Bed" (Eddie Hinton, Donnie Fritts) – 2:57

Lado B
1. "Just One Smile" (Newman) – 2:42
2. "The Windmills of Your Mind" (Alan and Marilyn Bergman, Michel Legrand) – 3:51
3. "In the Land of Make Believe" (Burt Bacharach, Hal David) – 2:32
4. "No Easy Way Down" (Goffin, King) – 3:11
5. "I Can't Make It Alone" (Goffin, King) – 3:57

## Edições Posteriores
Dusty in Memphis foi lançado em CD pela primeira vez através da Philips Records / Polygram na Europa em 1988. A primeira remasterização digital ocorreu pela  Warner Music Rhino Entertainment em 1992, e incluía três faixas adicionais. Em 1999, ano da morte de Dusty, foi lançado pela mesma gravadora uma edição de luxo do disco que contava com quatorze (14) faixas bônus. Entre o material adicional estavam outtakes de sessões de gravação produzidas originalmente por Jerry Wexler para um segundo álbum com Dusty, o que não chegou a se concretizar realmente; por Gumble e Huff que produziram seu álbum posterior "A Brand New Me (From Dusty With Love); e também por John Barry, que produziu o que seria seu último álbum pela  Atlantic Records, "Faithfull", mas que não chegou a ser lançado na época devido ao fracasso dos sigles iniciais. (Faithfull só viria ser lançado em 2015).
Faixas Bônus da reedição de 1992, Rhino Records US
1. "What Do You Do When Love Dies" (Mary Unobsky, Donna Weiss) – 2:43
  - Outtake da sessão de Dusty in Memphis. Gravado em: Setembro de 1968. Primeira vez que foi lançado: EUA Atlantic single (Lado B de "What Good Is I Love You?"), em Janeiro de 1971.
2. "Willie & Laura Mae Jones" (Tony Joe White) – 2:45
  - Canção pertencente a segundo álbum cancelado com Jerry Wexler. Foi lançado posteriormente no álbum See All Her Faces de 1972.
3. "That Old Sweet Roll (Hi-De-Ho)" (Gerry Goffin, Carole King) – 2:55
  - Canção pertencente a segundo álbum cancelado com Jerry Wexler. Foi lançado posteriormente no álbum See All Her Faces de 1972.

Faixas Bônus da reedição de 1999, Deluxe Edition, Rhino records
1. "What Do You Do When Love Dies" (Mary Unobsky, Donna Weiss) – 2:42
2. "Willie & Laura Mae Jones" (Tony Joe White) – 2:49
3. "That Old Sweet Roll (Hi-De-Ho)" (Gerry Goffin, Carole King) – 2:59
4. "Cherished" (Kenny Gamble, Leon Huff) – 2:38
5. "Goodbye" (Roland Chambers, Leonard Pakula) – 2:33
6. "Make It with You" (David Gates) – 3:12
7. "Love Shine Down" (Neil Brian Goldberg, Gilbert Slavin [not credited]) – 2:22
8. "Live Here With You" (Gilbert Slavin, Michael F. Soles) – 2:44
9. "Natchez Trace" (Neil Brian Goldberg, Gilbert Slavin) – 2:58
10. "All the King's Horses" (Neil Brian Goldberg, Joe Renzetti [not credited]) – 3:10
11. "I'll Be Faithful" (Stereo) (Ned W. Albright, Michael F. Soles, Steven Soles) – 3:01
12. "Have a Good Life Baby" (Neil Brian Goldberg, Joe Renzetti [not credited]) – 3:09
13. "You've Got a Friend" (Carole King) – 5:28
14. "I Found My Way (I Found My Way Through The Darkness)" (Gilbert Slavin, Michael F. Soles) – 3:12